# Herea ruficeps
Herea ruficeps är en fjärilsart som beskrevs av Walker 1854. Herea ruficeps ingår i släktet Herea och familjen björnspinnare. Inga underarter finns listade i Catalogue of Life.